# Ostedes sumatrana
Ostedes sumatrana är en skalbaggsart som beskrevs av Maurice Pic 1944. Ostedes sumatrana ingår i släktet Ostedes och familjen långhorningar. Inga underarter finns listade i Catalogue of Life.